# Сельское поселение «Посёлок Шахтинский»
Се́льское поселе́ние «Посёлок Шахтинский» — упразднённое муниципальное образование в Верхнебуреинском районе Хабаровского края Российской Федерации.
Административный центр — посёлок Шахтинский.

## История
Статус и границы сельского поселения установлены Законом Хабаровского края от 28 июля 2004 года № 208 «О наделении посёлковых, сельских муниципальных образований статусом городского, сельского поселения и об установлении их границ».
Упразднёно в 2010 году. Сейчас территория поселения имеет статус межсельной территории с составе района.

## Население
| 2010 |
| ---- |
| 74   |

## Состав сельского поселения
| № | Населённый пункт | Тип населённого пункта          | Население |
| - | ---------------- | ------------------------------- | --------- |
| 1 | Шахтинский       | посёлок, административный центр | ↘27       |